# Claudine Schaul
Claudine Schaul (* 20. August 1983 in Luxemburg) ist eine ehemalige luxemburgische Tennisspielerin.

## Karriere
Claudine Schaul, die mit vier Jahren mit dem Tennissport begann, spielt am liebsten auf Hartplätzen.
In ihrer Profilaufbahn gewann sie auf der WTA Tour im Einzel und im Doppel jeweils einen Titel. Zudem gewann sie vier ITF-Turniere im Einzel und drei im Doppel.
Bei den Olympischen Spielen 2004 in Athen trat sie im Einzel und im Doppel an. Sie verlor ihr Erstrundenspiel im Einzel gegen Daniela Hantuchová mit 1:6 und 1:6. Auch im Doppel war schon nach der ersten Begegnung Schluss. An der Seite von Anne Kremer verlor sie gegen Catalina Castaño und Fabiola Zuluaga aus Kolumbien mit 6:77, 6:2 und 7:9.
Ihr letztes Match auf der Profitour bestritt sie im August 2013 bei einem ITF-Turnier im baden-württembergischen Hechingen.
Für die luxemburgische Fed-Cup-Mannschaft tritt sie weiterhin an, so im Februar 2019, als sie im Doppel jeweils einen Sieg und eine Niederlage verbuchte. Schauls Fed-Cup-Bilanz seit 1998 weist 42 Siege bei 43 Niederlagen aus. 2003 wurde sie zur luxemburgischen Sportlerin des Jahres gewählt.

## Turniersiege

### Einzel
| Nr. | Datum        | Turnier   | Kategorie    | Belag | Finalgegnerin     | Ergebnis      |
| --- | ------------ | --------- | ------------ | ----- | ----------------- | ------------- |
| 1.  | 22. Mai 2004 | Straßburg | WTA Tier III | Sand  | Lindsay Davenport | 2:6, 6:0, 6:3 |

### Doppel
| Nr. | Datum           | Turnier  | Kategorie  | Belag     | Partnerin       | Finalgegnerinnen            | Ergebnis  |
| --- | --------------- | -------- | ---------- | --------- | --------------- | --------------------------- | --------- |
| 1.  | 17. Januar 2004 | Canberra | WTA Tier V | Hartplatz | Jelena Kostanić | Caroline Dhenin Lisa McShea | 6:4, 7:63 |

## Abschneiden bei Grand-Slam-Turnieren

### Einzel
| Turnier         | 2003 | 2004 | 2005 | 2006 | Karriere |
| --------------- | ---- | ---- | ---- | ---- | -------- |
| Australian Open | Q3   | 3    | 1    | Q1   | 3        |
| French Open     | Q2   | 1    | 1    | Q1   | 1        |
| Wimbledon       | Q2   | 1    | 1    | Q3   | 1        |
| US Open         | 3    | 1    | Q3   | Q3   | 3        |

Zeichenerklärung: S = Turniersieg; F, HF, VF, AF = Einzug ins Finale / Halbfinale / Viertelfinale / Achtelfinale; 1, 2, 3 = Ausscheiden in der 1. / 2. / 3. Hauptrunde; Q1, Q2, Q3 = Ausscheiden in der 1. / 2. / 3. Runde der Qualifikation; n. a. = nicht ausgetragen

### Doppel
| Turnier         | 2004 | 2005 | Karriere |
| --------------- | ---- | ---- | -------- |
| Australian Open | —    | 1    | 1        |
| French Open     | 1    | 1    | 1        |
| Wimbledon       | —    | —    | —        |
| US Open         | 2    | —    | 2        |